# Вершень
Вершень, Вершені (рум. Verșeni) — село у повіті Ясси в Румунії. Входить до складу комуни Мірословешть.
Село розташоване на відстані 300 км на північ від Бухареста, 71 км на захід від Ясс.

## Населення
За даними перепису населення 2002 року у селі проживали 1192 особи, усі — румуни. Усі жителі села рідною мовою назвали румунську.